# Roberto Zywica
Roberto Jaime Żywica (ur. 21 stycznia 1947 w Buenos Aires, zm. 18 lipca 2025 w El Calafate) – argentyński piłkarz polskiego pochodzenia grający na pozycji pomocnika i trener.

## Kariera zawodnicza
Żywica karierę zawodową rozpoczął grając w Club Atlético River Plate. Grał także Gimnasia La Plata.
W 1971 r. przeszedł do Stade de Reims, gdzie grał trzy sezony i był nazywany "Roberto Z". W późniejszych latach grał w trzech innych francuskich klubach: Troyes AC, Toulouse FC i GFCO Ajaccio.
Karierę zakończył w Argentynie, występując w klubach All Boys, Nueva Chicago, Banfield i Atlanta.